# Ruth Beitia
Ruth Beitia, född den 1 april 1979 i Santander, är en spansk friidrottare som tävlar i höjdhopp.
Beitia deltog vid EM 2002 i München där hon slutade på en elfte plats efter ett hopp på 1,85. Vid inomhus-VM 2003 slutade hon femma efter att ha klarat 1,95. Utomhus samma år blev hon elva vid VM i Paris efter att ha klarat 1,90.
Hon deltog vid Olympiska sommarspelen 2004 i Aten men blev utslagen i kvalet. Hennes första mästerskapsmedalj vann hon vid inomhus-EM i Madrid då hon hoppade 1,99. Vann gjorde ryskan Anna Tjitjerova som tog 2,01. Däremot blev utomhus-VM i Helsingfors en missräkning och Beitia blev utslagen i kvalet.
Nästa mästerskapsmedalj vann hon vid inomhus-VM i Moskva då hennes 1,98 räckte till brons bakom Jelena Slesarenko och Blanka Vlašić. Samma år tog hon sig till final vid EM i Göteborg men slutade på en nionde plats efter att ha klarat 1,92.
Vid inomhus-EM 2007 blev hon ursprungligen fyra efter att ha klarat 1,96 men trean bulgariskan Venelina Veneva blev senare av med sin medalj då hon varit dopad.
Vid VM 2007 i Osaka slutade hon på en sjätte plats och vid Olympiska sommarspelen 2008 i Peking blev hon sjua. Hon blev för tredje gången medaljör vid ett inomhus-EM då hon 2009 blev tvåa efter Ariane Friedrich.
Vid EM i friidrott 2012 i Helsingfors vann hon på höjden 1,97 m, före norskan Tonje Angelsen (samma höjd).
Vid Diamond League-tävlingarna i Rom den 4 juni 2015 klarade Beitia 2,00 och blev därmed äldsta kvinna att klara den magiska gränsen 2,00.
Vid Olympiska sommarspelen 2016 i Rio de Janeiro vann hon guld på höjden 1,97 m. Efter 5 av 6 möjliga vinster i Diamond League säsongen 2016 stod hon även där som total segrare.
Beitia har en karakteristisk stil vid ansatsen med en kraftigare lutning bort från ribban före upphoppet.

## Personligt rekord
- Höjdhopp – 2,02